# Verona Pooth
Verona Pooth (născută Verona Feldbusch) (n. 30 aprilie 1968 în La Paz, Bolivia) este o fostă câștigătoare a concursului de frumusețe miss Germania, actual om de faceri german, în ultimul timp (2009) s-a lăsat fotografiată pentru reviste playboy.